# Henri Villette-Gaté
Henri Charles Villette, dit Villette-Gaté, né le 19 avril 1836 à Meursault (Côte-d'Or) et mort le 4 février 1928 à Nogent-le-Rotrou (Eure-et-Loir), est un homme politique français.

## Biographie
Directeur d'une tannerie, il est maire de Nogent-le-Rotrou, conseiller d'arrondissement puis conseiller général. Au décès de Paul Deschanel, en 1922, il lui succède comme sénateur et meurt en fonction en 1928. Il siège au groupe de l'Union républicaine, puis au groupe de l'Union démocratique et libérale.